# وودلیک (کالیفرنیا)
وودلیک (به انگلیسی: Woodlake) شهری در شهرستان تولار ایالت کالیفرنیا است که در سرشماری سال ۲۰۱۰ میلادی، ۷۲۷۹ نفر جمعیت داشته است.